# Nisís Atalándi (ö i Grekland)
Nisís Atalándi är en ö i Grekland.   Den ligger i prefekturen Fthiotis och regionen Grekiska fastlandet, i den centrala delen av landet, 90 km nordväst om huvudstaden Aten. Arean är 1,7 kvadratkilometer.
Terrängen på Nisís Atalándi är platt. Den sträcker sig 2,0 kilometer i nord-sydlig riktning, och 1,4 kilometer i öst-västlig riktning.